# René Charpentier
René Charpentier (Cuillé 1680, París, 11 de mayo de 1723) fue un escultor francés. Participó en la decoración de la capilla de Versalles, en Notre Dame de París y en las Tullerías.

## Datos biográficos
Alumno de François Girardon, se fue a Potsdam en 1701, donde ejecutó la escultura decorativa del pórtico de la Fortuna (destruido en 1945). A su regreso a Francia, fue admitido por la Real Academia en 1707 con una Muerte de Adonis. En 1713 es recibido en la Academia Real de Pintura y Escultura presentando una escultura en mármol con el título Muerte de Meleagro.
También ha contribuido a la decoración de la capilla de Versalles (1708 -10; diversos trabajos in situ), el coro de Notre-Dame, París (1711 -14; destruido), el palacio de las Tullerías (1713; destruido), el Palacio de Luxemburgo (1717; destruido), el toldo (1717 -22; destruido), el castillo de la Muette, París (1720; destruido) y la iglesia de Saint Roch, París (1720 -23; in situ), así como grandes casas particulares en París, incluido el Hôtel de Toulouse (1714 -15; destruido) y el Hotel de Maine, París (1719; destruido; fragmentos, París, de la Embajada de EE. UU.).
Algunas de sus obras fueron talladas por Gabriel Huquier en 1736. Fue el diseñador de la conocida serie de 13 platos que ilustran la colección de esculturas pertenecientes a Girardon y conocida como la galería Girardon, y el arquitecto Robert de Cotte le emplea a menudo como diseñador de los ornamentos de sus edificios.

## Obras
Entre las mejores y más conocidas obras de René Charpentier se incluyen las siguientes:
- pórtico de la Fortuna, (1701-1706, destruido en 1945, reconstruido en 2002) Potsdam[3] ( )
- Muerte de Adonis (1707,yeso).[4]
- decoración de la capilla de Versalles (1708 -10; diversos trabajos in situ), 48°48′18″N 2°7′20″E / 48.80500, 2.12222
- Muerte de Meleagro (1713, mármol),[1] estatua en bulto redondo[5]

En el departamento de esculturas del Louvre(Cripta Girardon - Aile Richelieu - Entresuelo- Sección 20, elemento 5 de 49).
Descripción: La obra representa la muerte de Meleagro, hijo de Calidón, cazador del jabalí que debastaba la región. En la discusión posterior sobre quién se quedará con los trofeos del animal, mata a sus dos hermanos y a su madre.En la disputa una antorcha cae sobre el tizón preservado por su madre y donde los hados decían se preservaba la vida de Meleagro. El héroe muere instantáneamente.
| \| Coro de Notre-Dame, París. 1711 -14, destruido \| \| ---------------------------------------------- \| |
| La sillería de madera tallada se instaló a ambos lados del coro. Originalmente había 114 escaños, se redujeron a 78 incluyendo 52 de alto y 26 de baja. Se hicieron en el siglo XVIII por Jean Noël y Louis Marteau a partir de los diseños de René Charpentier y Jean Dugoulon. Los respaldos altos de los puestos están decorados con bajorrelieves y separados por pilares decorados con follaje y con los instrumentos de la Pasión. A ambos lados un escaño arzobispal, coronado por un dosel con grupos de esculturas de ángeles obra de Dugoulon. Uno de estos puestos está reservado para el arzobispo, el otro destinado a un invitado importante. El bajorrelieve del puesto de la derecha representa el martirio de Saint Denis, el de la izquierda la curación de Childeberto I por Saint Germain, obispo de París. 48°51′13″N 02°20′57″E / 48.85361, 2.34917 |
| Coro de Notre-Dame, París. 1711 -14, destruido |

- palacio de las Tullerías (1713; destruido), decoración escultórica diversa
- Palacio de Luxemburgo (1717; destruido),
- el toldo (1717 -22; destruido)
- castillo de la Muette, París (1720; destruido)
- iglesia de St. Roch, París (1720 -23; in situ),
- diversas casas particulares en París, incluido
Hôtel de Toulouse (1714 -15; destruido)
Hotel de Maine, París (1719; destruido) actualmente algunos fragmentos se encuentran en el Hotel de Pontalba. Construido entre 1842 y 1855 por Louis Visconti para la baronesa Michaela Pontalba para el sitio del antiguo hotel Aguesseau, que había comprado en 1836. Adquirida en 1876 por el barón Edmond de Rothschild, que fue casi totalmente reconstruido por el arquitecto Félix Langlais, que sólo dejó intacto tanto el vestíbulo como la puerta de entrada, pero que ha respetado el plan de construcción en H del edificio. El frontón de la fachada del jardín delantero, adornada con una estatua de Flora es obra del escultor René Charpentier, traída desde el antiguo Hotel du Maine, en la rue de Lille, que el barón de Pontalba había comprado en 1838 y demolido. El hotel fue adquirido en 1948 por los Estados Unidos para albergar las oficinas de la embajada. Restaurado entre 1966 y 1971, que ahora alberga la residencia del Embajador de los Estados Unidos.
- diseñador de los ornamentos de algunos edificios del arquitecto Robert de Cotte

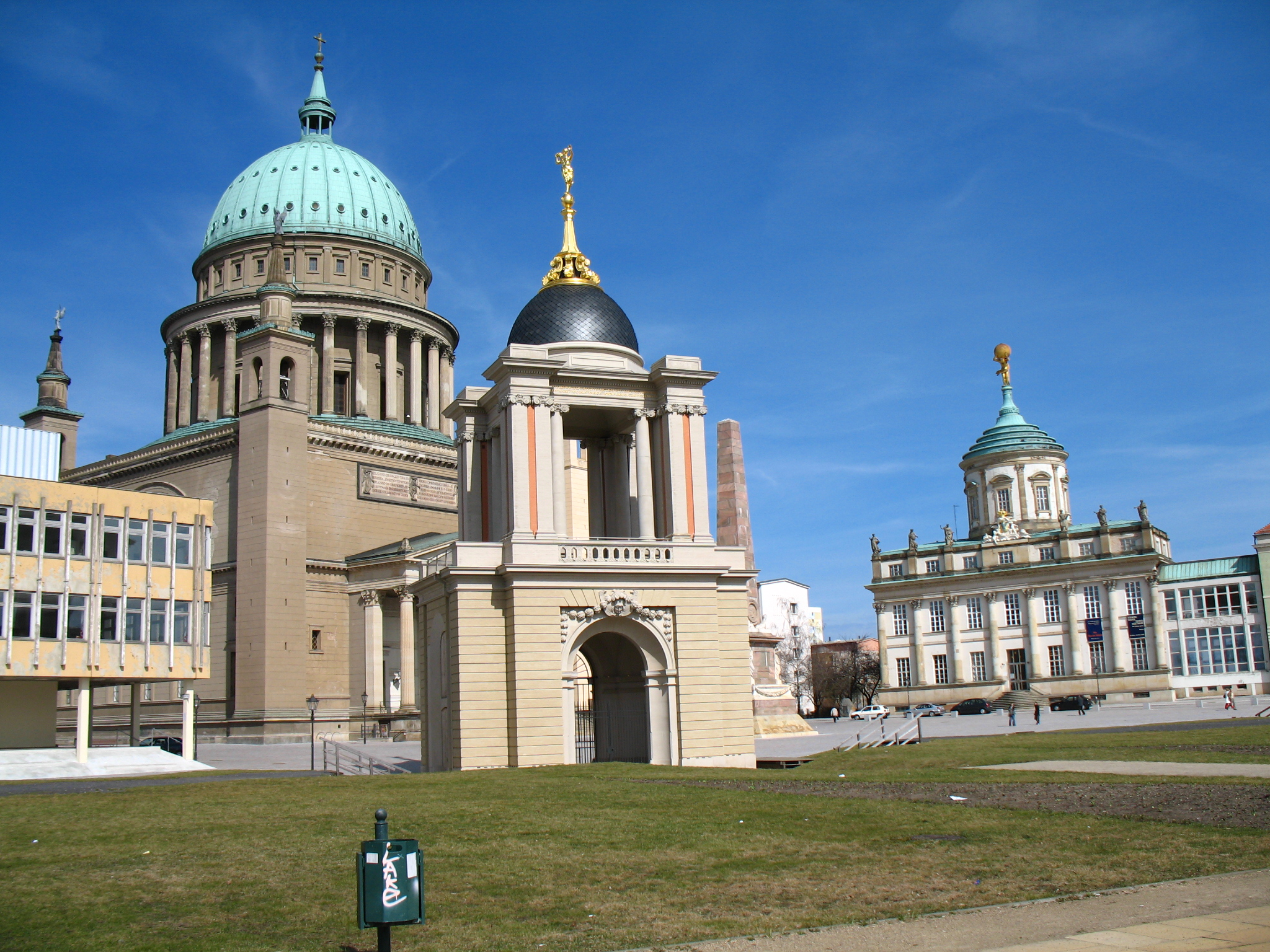
El portal de la Fortuna, reconstruido.

### Dibujos
- diseñador de la conocida serie de 13 planchas que ilustran la colección de esculturas pertenecientes a Girardon y conocida como la galería Girardon, grabados por Nicolas Chevallier a partir de dibujos de René charpentier[9]
- Cristo llevado a la tumba - Le Christ porté au tombeau, dibujo conservado en el departamento de Artes Gráficas del Louvre[10]

## Galería de imágenes

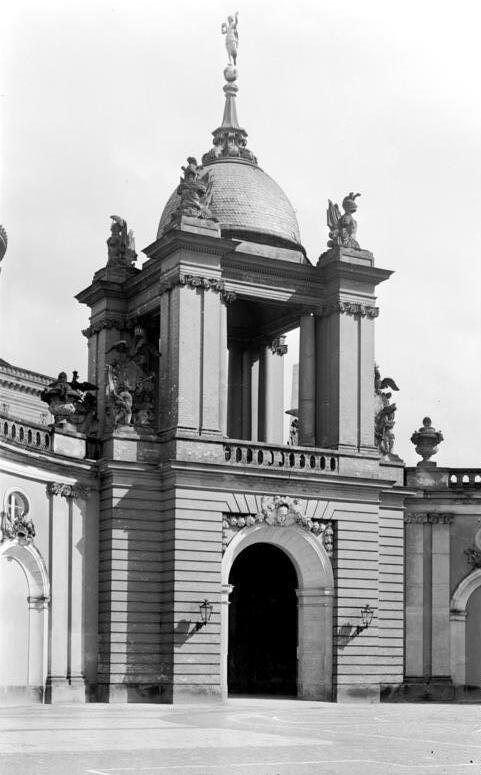
Portal de la Fortuna imagen de 1928, decoración escultórica a cargo de Charpentier y Hulot 1701-1706
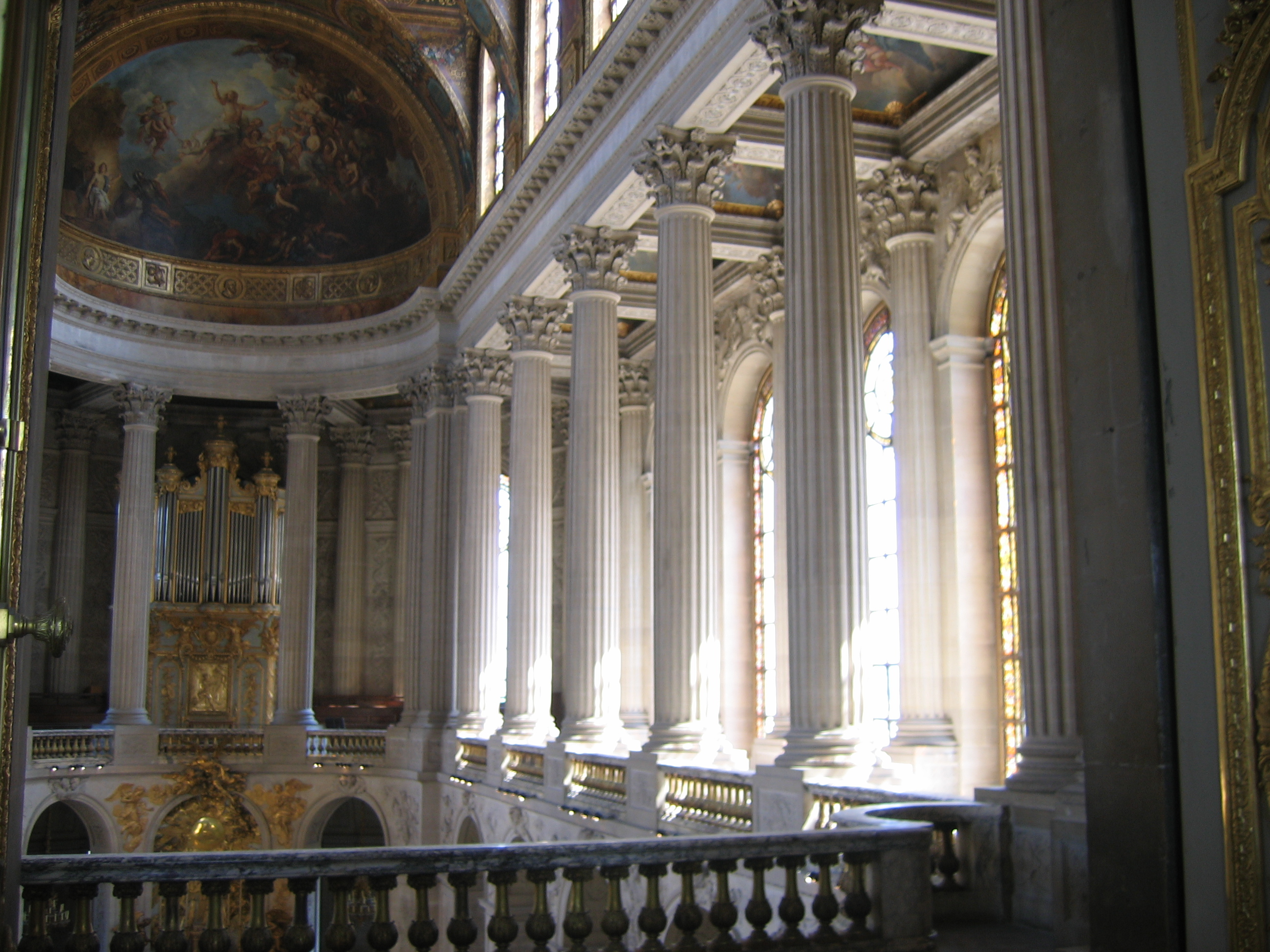
Capilla del Palacio de Versalles. Decoración escultórica 1708 -10
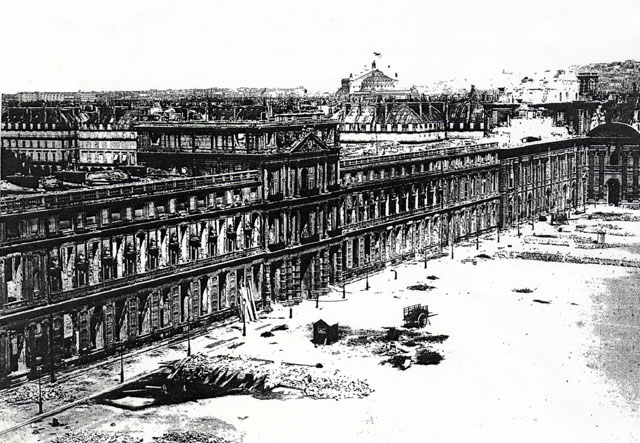
El Palacio de las Tullerías destruido, imagen de 1871-1883, parte de la decoración escultórica 1713
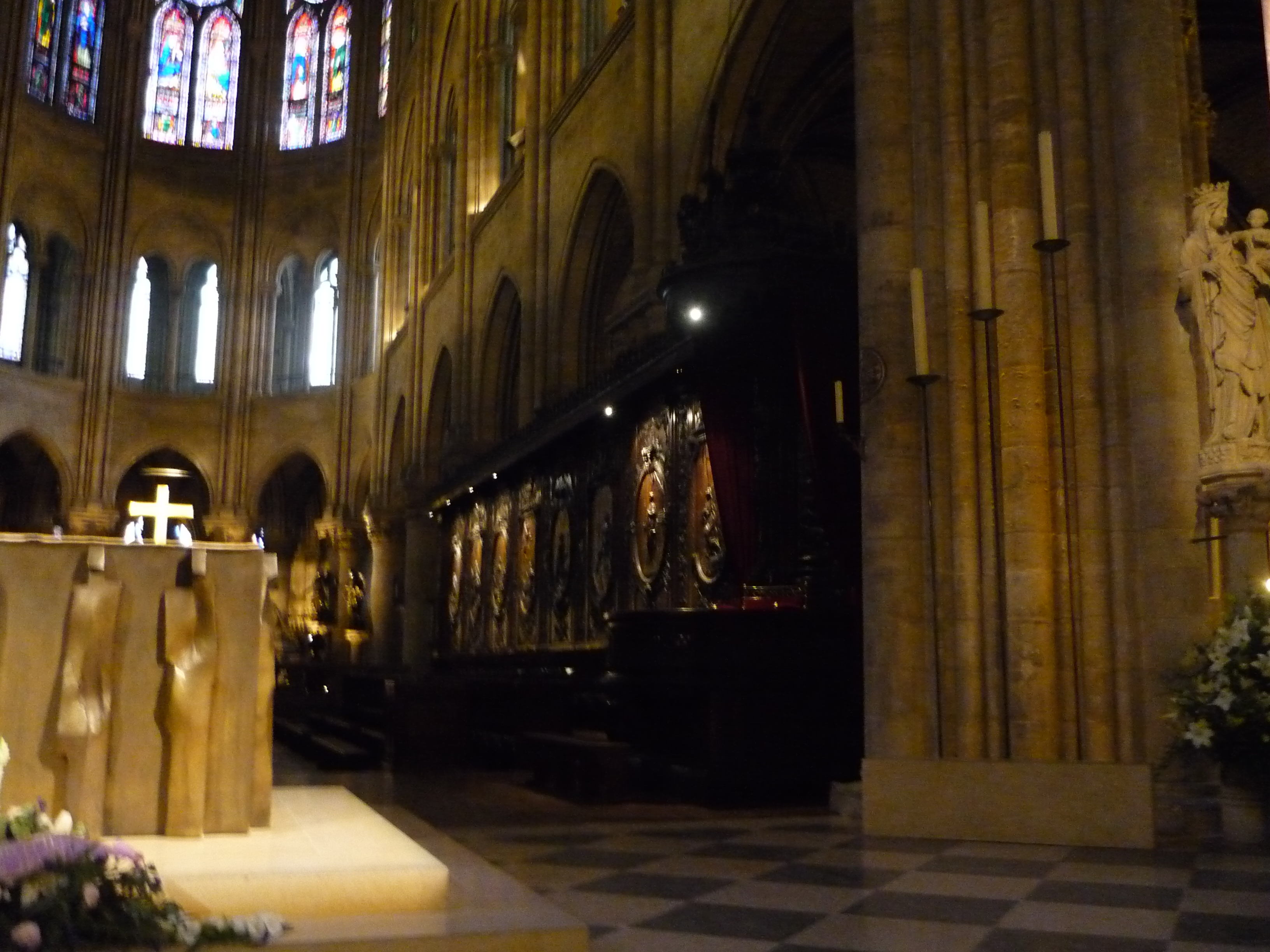
Coro de Notre Dame de París, lado derecho, a partir del diseño de Dugoulon y Charpentier 1711-1714
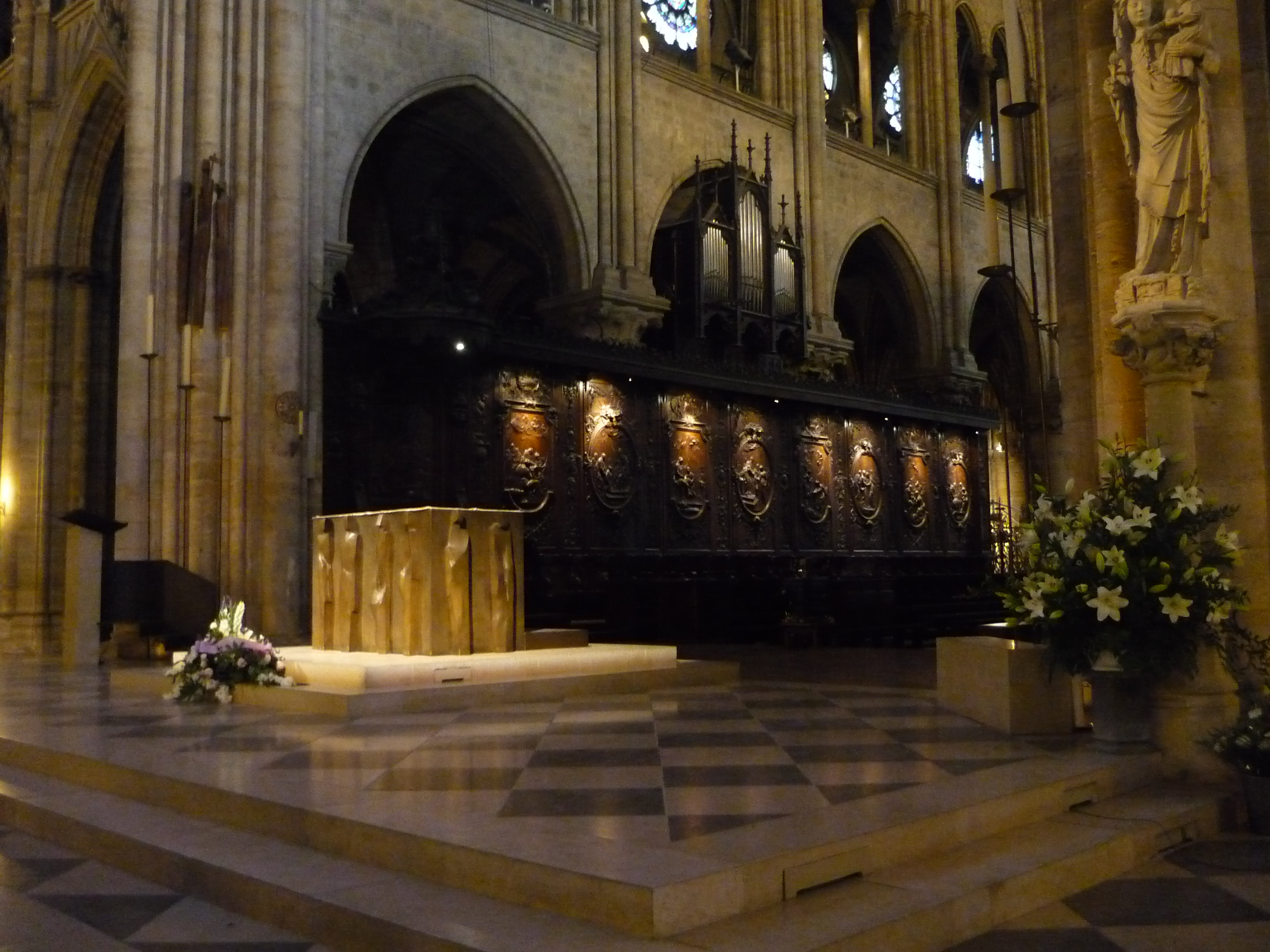
Coro de Notre Dame de París, lado izquierdo, a partir del diseño de Dugoulon y Charpentier 1711-1714